# Cynoglossum obtusicalyx
Cynoglossum obtusicalyx är en strävbladig växtart som beskrevs av E. Retief och A. E. von Wyk. Cynoglossum obtusicalyx ingår i släktet hundtungor, och familjen strävbladiga växter. Inga underarter finns listade i Catalogue of Life.